# Monumento natural Cueva Motena

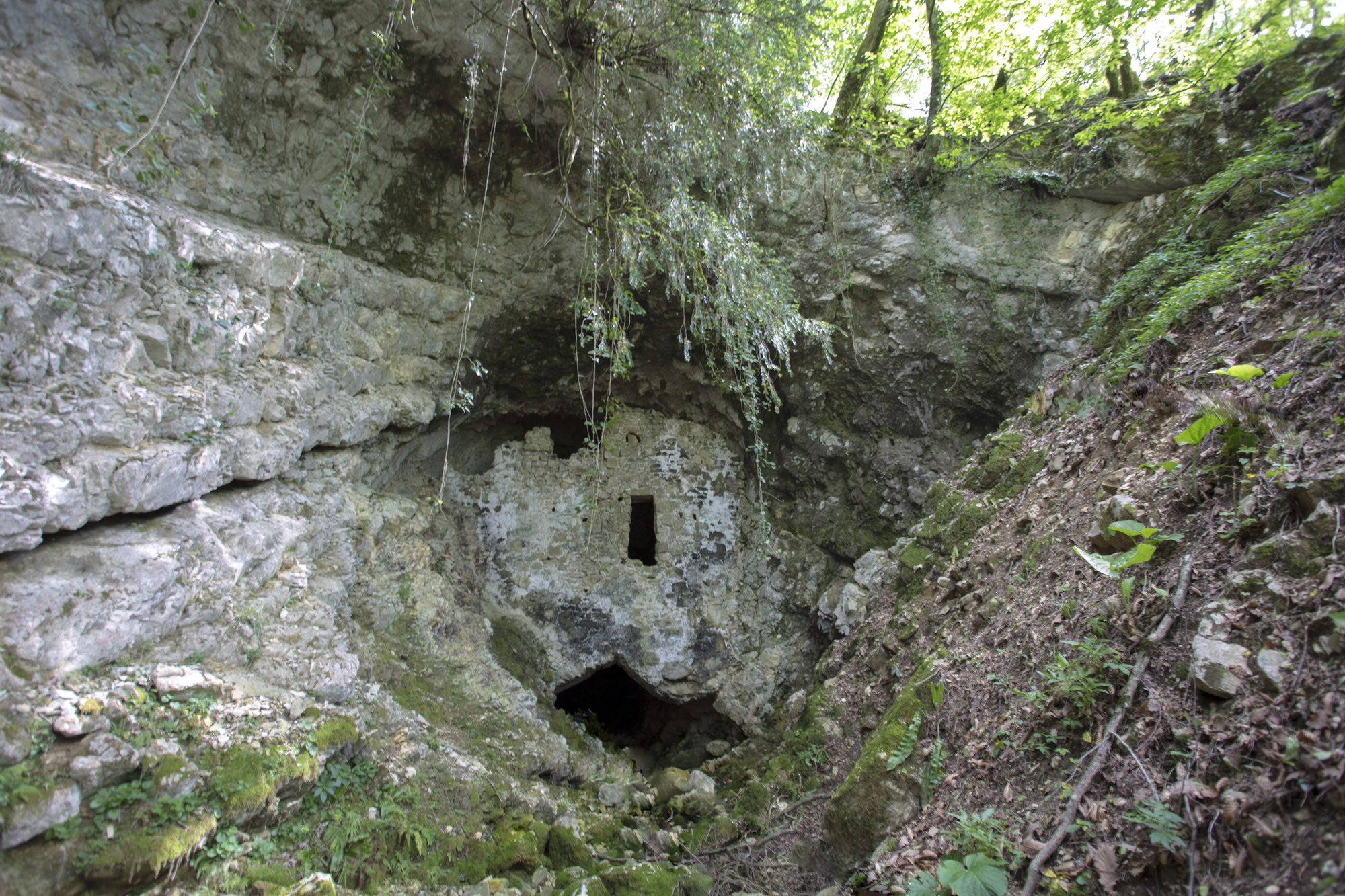
Pared que protege la cueva Motena

El monumento natural cueva Motena (en georgiano: მოთენას მღვიმე) es una cueva kárstica ubicada 0.7 km al sur de la aldea Pirveli Baldi en el municipio de Martvili, región de Samegrelo-Zemo Svaneti en Georgia, a 437 metros sobre el nivel del mar. La cueva está ubicada en el margen izquierdo del río Abasha. En la Edad Media, era parte integral de una fortaleza ahora perdida.

## Morfología
Motena es una cueva kárstica, formada en el macizo kárstico Askhi. Su longitud total es de 75 m. Tiene dos niveles con una gran sala en cada uno de ellps, conectados por un pasaje estrecho. La primera sala tiene 30 m de largo y 24-25 m de altura. La cueva está naturalmente decorada con muchas estalactitas, estalagmitas y cascadas de travertino. Parte de la cueva se ha derrumbado y un muro de piedra con mortero protege su interior.  

## Fauna
Entre las especies que la habitan están las arañas e insectos como Trachysphaera, Heteromurus, Lepidocyrtus, Tomocerus, Sphaerozetes, Chamobates, Porobelba, Adaugammarus, Parasitus, Pergamasus, Xiphocaridinella, Troglocaridicola, Scutarielus y Tectocephela.